# Ermunduri
Gli Ermunduri (dal latino: Suevi Hermunduri) erano un'antica popolazione germanica di chiara origine suebica. Abitarono attorno alla fine del I secolo a.C. ad ovest del medio corso del fiume Elba, nell'attuale Turingia.  Confinavano con i Catti a ovest, i Cherusci e gli Angli a nord, i Semnoni a nord-est, e i Marcomanni a sud. Tacito sostiene che essi abitassero i territori che comprendevano le sorgenti del fiume germanico dell'Elba, ma si confonde con il Saale.

## Storia

### Da Augusto a Claudio (10 a.C. - 50 d.C.)
Vennero in contatto con i Romani nel corso delle campagne di Druso in Germania del 10-9 a.C. Un loro “ramo” tentò di migrare più ad occidente ma, intercettato dall'allora governatore della Gallia Comata, Domizio Enobarbo, attorno al 3-1 a.C., veniva prima battuto e confinato nell'area abbandonata pochi anni prima dalla migrazione dei Marcomanni, tra la Boemia e l'alta valle del fiume Meno. Enobarbo, nel corso delle sue campagne costruì i cosiddetti pontes longi (strade costruite tra acquitrini e paludi) tra il Reno e l'Ems (3 a.C. circa); raggiunse inoltre il fiume Elba con l'esercito di Rezia. Dalle scarse informazioni pervenuteci da parte degli storici dell'epoca, alcuni studiosi moderni ritengono che egli abbia condotto il suo esercito da Augusta Vindelicorum (l'odierna Augusta), abbia attraversato il Danubio presso Ratisbona), percorso il corso del fiume Saale (probabilmente scambiandolo per l'alto fiume Elba), e raggiunto il medio corso dell'Elba stesso. Qui, dopo aver attraversato il fiume, eresse un altare, quasi volesse delimitare i confini della nuova provincia germanica, contrapponendolo a quello di Colonia Ubiorum sul lato occidentale (2 a.C.). Durante la sua impresa incontrò e sconfisse il popolo degli Ermunduri, che vagava in cerca di una terra dove sistemarsi. Enobarbo li fece stabilire in una regione della Marcomannide, tra Catti, Cherusci e Marcomanni della Boemia. Questa spedizione aveva come obiettivo di isolare la Boemia di Maroboduo lungo il lato occidentale, interponendo l'alleata e riconoscente tribù dei fidati Ermunduri. Nel 5 d.C., Tiberio invase di nuovo la Germania, operando al di là del fiume Weser, in un'azione congiunta tra l'esercito terrestre e la flotta, la quale riusciva a risalire l'Elba, sottomettendo tutte le popolazioni ad occidente di questo fiume (dai Cauci, ai feroci Longobardi, fino agli Ermunduri) e costringendo quelle ad oriente a diventarne clienti 

(Semnoni, Cimbri e Charidi). Ecco come lo racconta Velleio Patercolo e le stesse Res gestae divi Augusti:
(Velleio Patercolo, II, 106.2.)
Gli Ermunduri ormai alleati dei Romani dal 3-1 a.C. permisero al governatore della Gallia Comata, Gaio Senzio Saturnino, e al suo esercito, di attraversare i loro territori durante la campagna dell'anno successivo (6 d.C.) contro il re marcomanno Maroboduo.
Nel corso della prima metà del primo secolo d.C., si scontrarono non meno di tre volte con i vicini Marcomanni di Boemia, uscendone sempre vittoriosi: 
- la prima volta nel 17-18 quando, schierati dalla parte di Arminio, re dei Cherusci, riuscirono a battere l'esercito marcomanno di Maroboduo;
- la seconda volta nel 19-20, quando il loro re Vibilio sconfisse Catualda, divenuto re dei Marcomanni dopo il ritiro in esilio di Maroboduo;
- la terza volta nel 50, quando il re Vibilio, con gli alleati Lugi, schieratisi dalla parte dei nipoti Vangione e Sidone, riuscì a battere l'esercito marcomanno e del loro zio, Vannio, costretto poco dopo a chiedere asilo all'imperatore Claudio.

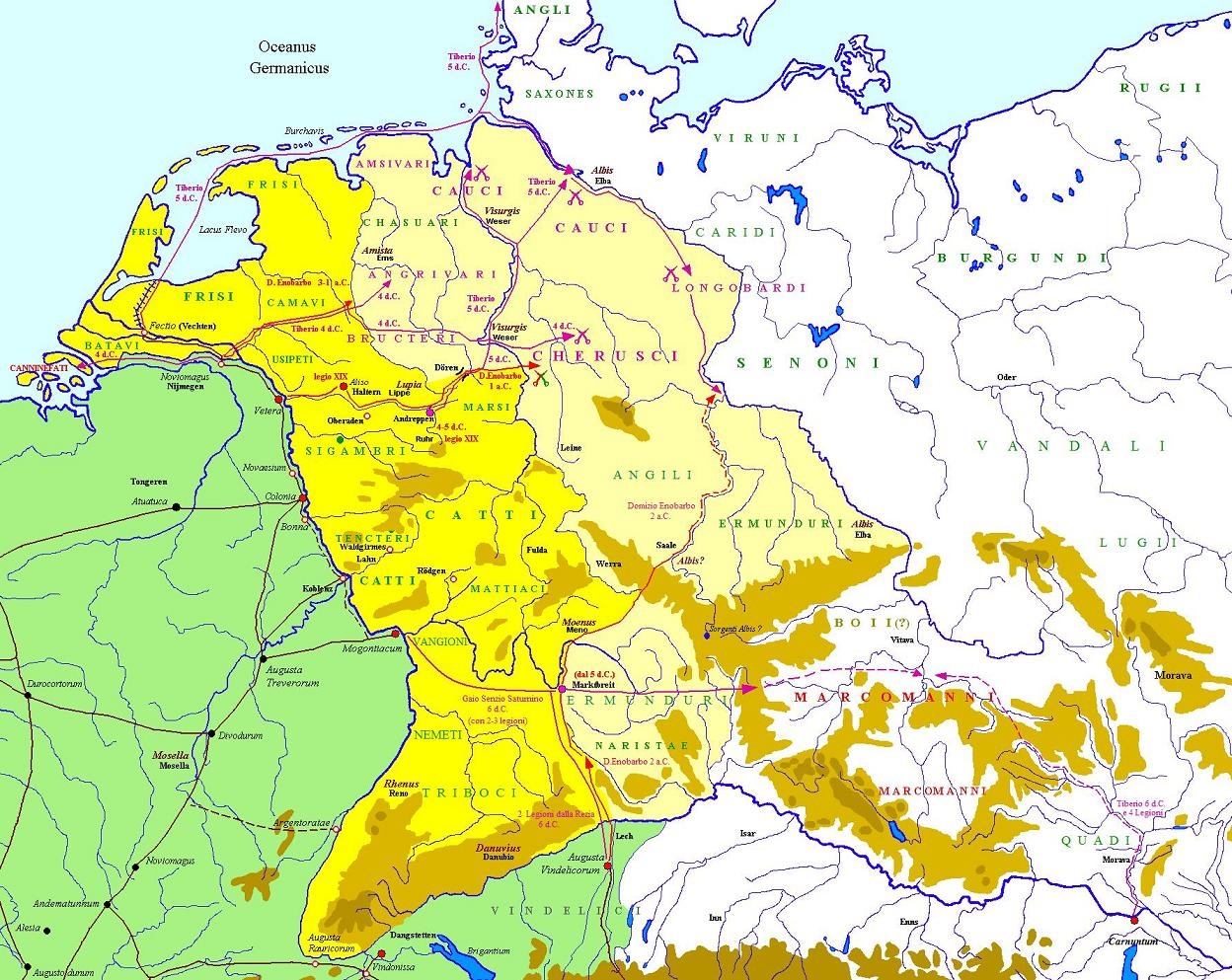
Le campagne di Domizio Enobarbo del 3-1 a.C. e di Saturnino in Germania del 6 d.C.

### Da Nerone ad Antonino Pio (54-161)
Nel 58 combatterono i vicini Catti, sconfiggendoli presso le sorgenti salmastre del fiume Saale: si diceva questo luogo fosse particolarmente vicino al cielo, e che meglio gli dei potessero da qui ascoltare le preghiere dei mortali; il sale, inoltre, pareva nascere sopra una catasta di legna accesa, sopra cui si versasse dell'acqua, e dall'unione, perciò, degli elementi dell'acqua e del fuoco. L'esito della guerra portò al massacro dell'intero esercito dei Catti, poiché entrambi i contendenti avevano consacrato la fazione nemica a Marte ed a Mercurio: per questo voto furono massacrati cavalli, uomini ed ogni cosa viva (Tacito, Annales, 13.57).
Nell'83, Domiziano nel corso delle sue campagne germaniche, utilizzò come quartier generale il castrum legionario di Mogontiacum, dove era concentrato il grosso dell'esercito. L'obiettivo principale era la vicina tribù dei Catti a nord dei monti del Taunus. Non è escluso che Domiziano abbia ottenuto l'amicizia ed alleanza militare delle vicine popolazioni di Ermunduri e Cherusci (considerando che pochi anni più tardi sostenne con il denaro, il vicino re cherusco). Questa alleanza gli avrebbe certamente permesso di tenere impegnato il nemico anche lungo il fronte settentrionale ed orientale.
Nel 90 potrebbero essere intervenuti ancora una volta contro i Marcomanni, come alleati dei Romani, durante la prima fase della guerra suebo-sarmatica (iniziata da Domiziano nell'89 e conclusa da Traiano nel 97). Tacito, che scrisse a quel tempo riferì che erano i primi popoli germanici che si incontravano percorrendo il Danubio dalle sue sorgenti. Si erano mantenuti fedeli ai Romani da almeno un secolo (da circa il 7 a.C.). Per questo motivo potevano esercitare il commercio, non solo sulle rive del grande fiume, ma anche all'interno della splendida città della provincia romana di Rezia, Augusta Vindelicorum.
Attorno al 146, potrebbe essere stata condotta contro di loro, e i vicini Naristi (questi ultimi migrati più ad est, fino al corso medio del Danubio, in zona Vindobona, in seguito a questi eventi), una campagna militare per l'avanzamento del Limes retico, al tempo di Antonino Pio.

### Da Marco Aurelio a Caracalla (161-217)
Attorno al 170-172 potrebbero aver compiuto diverse azioni di saccheggio in territorio romano, oltre il limes retico, insieme ai loro vicini Catti, nell'ambito delle Guerre marcomanniche. Per questi motivi un'intera legione, la III Italica, fu posizionata a protezione della provincia danubiana, dapprima (dal 172/173) a Eining sul Danubio e, pochi anni più tardi, nel 179, a Castra Regina, l'attuale Ratisbona.

### Il III secolo
Con l'inizio del III secolo, ai tempi dell'imperatore romano Caracalla, si fusero nella federazione di genti germaniche degli Alemanni, costituitasi proprio a ridosso del limes della Germania superiore e della Rezia. Essi aggregarono Catti, Naristi, Ermunduri e parte dei Semnoni e si posizionarono sull'alto Reno, da Mogontiacum fino al Danubio presso Castra Regina.